# Sugtablett

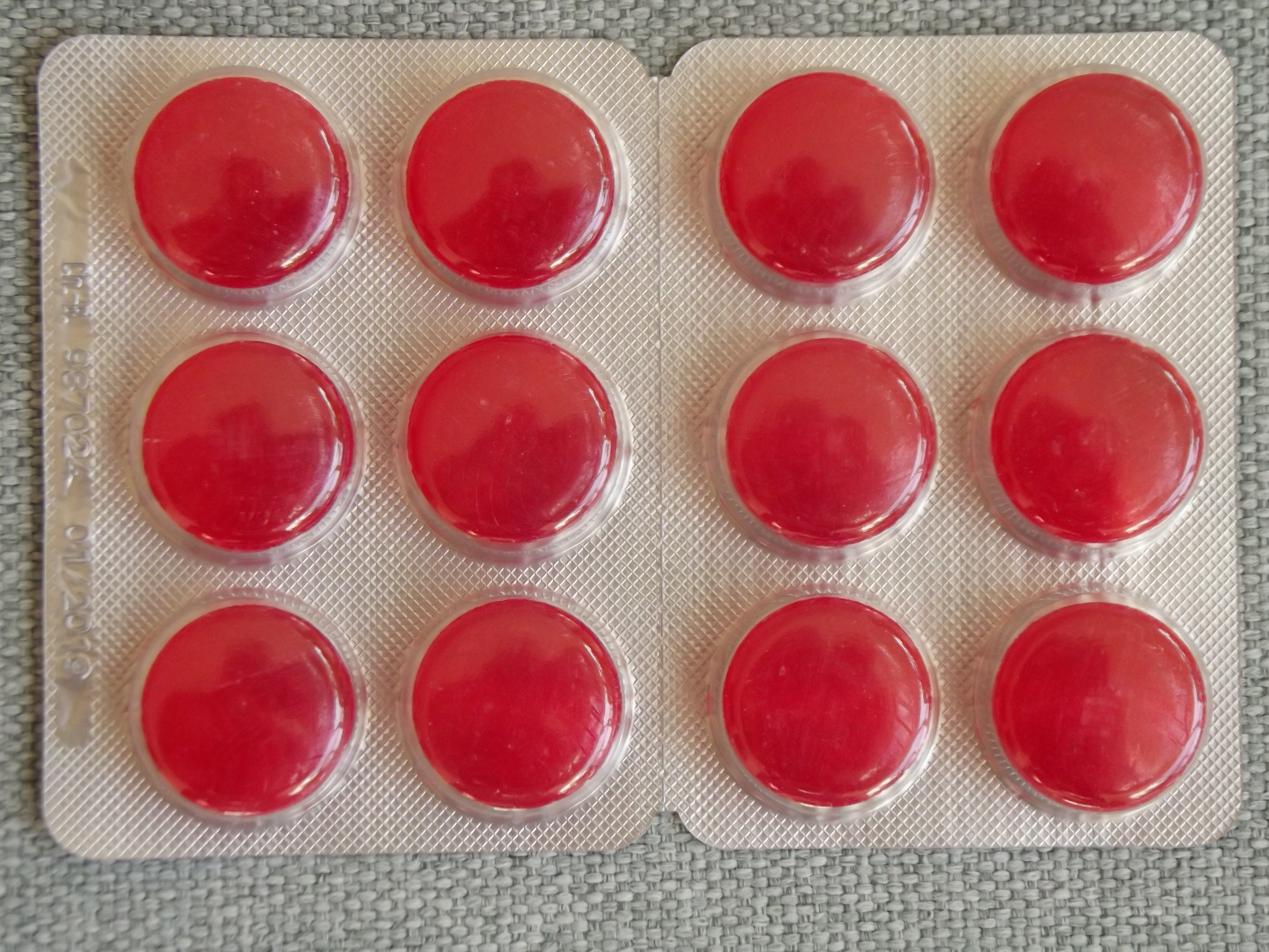
Sugtabletter mot halsont

En sugtablett är en farmaceutisk beredningsform i form av en tablett som ska lösas upp i munnen. Då tabletten är hård är den tänkt att lösas upp långsamt och frigöra aktiv substans som ska verka lokalt i munhåla och svalg. Sugtabletter kan gjutas eller tillverkas genom att ett pulvermaterial komprimeras hårt.
Halstabletter är ofta utformade som sugtabletter.